# Thais (Ulises 31)
Thais es un personaje de ficción de la serie de animación Ulises 31 (Ulysses XXXI).
Se trata de una extraterrestre originaria del planeta Zotra, el Planeta Blanco. Ella y su hermano Numaios, fueron rescatados del malvado Cíclope. Es muy valiosa para Ulises, pues posee poderes telepáticos y además domina la telequinesia. Su mejor amigo es Telémaco, hijo de Ulises, además de un pequeño robot llamado Nono.
En la versión francesa, el personaje de Thais se llama Thémis y su dobladora es Séverine Morisot. Temis es la diosa de la justicia. Este nombre fue usado también en el doblaje español para Latinoamérica.
Thaïs es además una ópera del compositor francés Jules Massenet, una novela de Anatole France (en la que se basó la ópera), una obra de teatro de Paul Wilstach y películas mudas todas basadas en la historia de Thais (santa).